# نوبو ناكاغاوا
نوبو ناكاغاوا (باليابانية: 中川信夫) (18 أبريل 1905، كيوتو في اليابان - 17 يونيو 1984، طوكيو في اليابان)؛ مخرج أفلام، كاتب سيناريو، ناقد وروائي ياباني.

## روابط خارجية
- نوبو ناكاغاوا على موقع IMDb (الإنجليزية)
- نوبو ناكاغاوا على موقع ألو سيني (الفرنسية)
- نوبو ناكاغاوا على موقع أول موفي (الإنجليزية)
- نوبو ناكاغاوا على موقع قاعدة بيانات الفيلم (الإنجليزية)
- نوبو ناكاغاوا على موقع كينوبويسك (الروسية)